# زيارة آل ياسين
زيارة آل ياسين هي إحدى الزيارات المشهورة التي يُزار بها محمد المهدي الإمام الثاني عشر عند الشيعة الإثنی عشرية، والتي تبدأ بـ «سلامٌ عَلى آلِ ياسين». هذه الزيارة رواها أبو جعفر محمد بن عبد الله الحميري القمي الذي عاصر أواخر الغيبة الصغرى. يعتبر علماء الشيعة هذه الزيارة من أهم وأكمل زيارات محمد المهدي.

## رواة الزيارة
رواها الشّيخ أحمد بن أبي طالب الطبرسي عن أبي جعفر محمد بن عبد الله الحميري القمي.
وقد تلقاها العلماء بالقبول والإذعان وجرت سيرتهم على الالتزام بها وترتيلها أثناء القيام بشعيرة الزيارة لمحمد المهدي.

## سندها
أقدم سند لهذه الزيارة هو ما رواه أحمد بن أبي طالب الطبرسي أنّه خرج من النّاحية المقدسة إلى محمد بن عبد الله الحميري بعد الجواب عن المسائل التي سألها.
وقد نقلها محمد باقر المجلسي في مواطن عدّة من کتاب بحار الأنوار. وذكر ابن المشهدي سنداً متصلاً لهذه الزيارة.
قال محمد باقر المجلسي بعد ذكره السند: وإنما أوردنا سندها هنا ليُعلم أسانيد تلك التوقيعات.

## مضامين الزيارة
تبدأ هذه الزيارة بـ 33 سلاماً وتوصيفاً للمهدي الإمام الثاني عشر عند الشيعة الإثنی عشرية: أولها {سَلامٌ عَلى آلِ يس}. وأما البقية فكل واحد له وصف خاص به.
في الزيارة مجموعة من الضرورات الدينية مما یعتقد الشيعة ينبغي على الزائر الاعتقاد بها، وهي: التوحيد، النبوة، الإمامة والإقرار بها لكل واحد من أئمة الشيعة، الاعتقاد بحقانية الرجعة، والموت، والقبر، ومنكر ونكير، والقيامة، و الصراط، والجنة، والنار... .
بعدها يدعو الزائر بما ورد من دعاء عُقيب الزيارة للمهدي المنتظر ونصره وحفظه وتعجيل فرجه وظهوره وقيامه، وامتلاء الأرض بعدله، وهلاك الكافرين، والمنافقين، وأعداء الدين.
تكرر في الزيارة ـ أيضاً ـ كلمة «حق» 12 مرة، و 12 مرة كلمة «حجة».

## من هم آل ياسين؟
ورد في القرآن : {سَلامٌ عَلى إل يس} ، هكذا في رسم القرآن، وقرأها ابن عامر ونافع ويعقوب وهم من القراء السبعة : {سَلامٌ عَلى آلِ يس}  ، فهي قراءة عامّة أهل المدينة.
وقد ورد في روايات أهل البيت تفسيرها ما يغني عن البحث في معناها، فعن جعفر الصادق، عن أبيه، عن آبائه، عن
علي بن أبي طالب، قال : «يا سين محمد ﷺ ، ونحن آل ياسين».

## متن الزيارة
قال أحمد بن أبي طالب الطبرسي: خرج من النّاحية المقدّسة إلى محمد الحميري بعد الجواب عن المسائل التي سألها:
بِسْمِ اللهِ الرَّحْمنِ الرَّحيمِ، لا لاَِمْرِهِ تَعْقِلُونَ وَلا مِنْ اَوْلِيَائِهِ تَقْبَلُونَ {حِكْمَةٌ بالِغَةٌ فَما تُغْنِي النُّذُرِ} عن قوم لايؤمنون، اَلسَّلامُ عَلَيْنا وَعَلى عِبادِ اللهِ الصّالِحينَ . إذا أردتم التّوجه بنا إلى الله تعالى وإلينا فتقولوا كما قال الله تعالى :
«  {سَلامٌ عَلى آلِ يس} ، اَلسَّلامُ عَلَيْكَ يَا داعِيَ اللهِ وَرَبّانِيَ آيَاتِهِ، اَلسَّلامُ عَلَيْكَ يَا بابَ اللهِ وَدَيَانَ دينِهِ، اَلسَّلامُ عَلَيْكَ يَا خَليفَةَ اللهِ وَناصِرَ حَقِّهِ، اَلسَّلامُ عَلَيْكَ يَا حُجَّةَ اللهِ وَدَليلَ اِرادَتِهِ، اَلسَّلامُ عَلَيْكَ يَا تالِيَ كِتابِ اللهِ وَتَرْجُمانَهُ اَلسَّلامُ عَلَيْكَ في آناءِ لَيْلِكَ وَاَطْرافِ نَهارِكَ، اَلسَّلامُ عَلَيْكَ يَا بَقِيَّةَ اللهِ في اَرْضِهِ، اَلسَّلامُ عَلَيْكَ يَا ميثاقَ اللهِ الَّذي اَخَذَهُ وَوَكَّدَهُ، اَلسَّلامُ عَلَيْكَ يَا وَعْدَ اللهِ الَّذي ضَمِنَهُ، اَلسَّلامُ عَلَيْكَ اَيُّهَا الْعَلَمُ الْمَنْصُوبُ وَالْعِلْمُ الْمَصْبُوبُ وَالْغَوْثُ وَالرَّحْمَةُ الْواسِعَةُ، وَعْداً غَيْرَ مَكْذوُب، اَلسَّلامُ عَلَيْكَ حينَ تَقوُمُ، اَلسَّلامُ عَلَيْكَ حينَ تَقْعُدُ، اَلسَّلامُ عَلَيْكَ حينَ تَقْرَأُ وَتُبَيِّنُ، اَلسَّلامُ عَلَيْكَ حينَ تُصَلّي وَتَقْنُتُ، اَلسَّلامُ عَلَيْكَ حينَ تَرْكَعُ وَتَسْجُدُ، اَلسَّلامُ عَلَيْكَ حينَ تُهَلِّلُ وَتُكَبِّرُ، اَلسَّلامُ عَلَيْكَ حينَ تَحْمَدُ وَتَسْتَغْفِرُ، اَلسَّلامُ عَلَيْكَ حينَ تُصْبِحُ وَتُمْسي، اَلسَّلامُ عَلَيْكَ فِي اللَّيْلِ اِذا يَغْشى وَالنَّهارِ اِذا تَجَلّى، اَلسَّلامُ عَلَيْكَ اَيُّهَا الاِْمامُ الْمَأمُونِ اَلسَّلامُ عَلَيْكَ اَيُّهَا الْمُقَدَّمُ الْمَأمُولُ، اَلسَّلامُ عَلَيْكَ بِجَوامِعِ السَّلام اُشْهِدُكَ يَا مَوْلاىَ اَنّى اَشْهَدُ اَنْ لا اِلـهَ اِلا اللهُ وَحْدَهُ لا شَريكَ لَهُ، وَاَنَّ مُحَمَّداً عَبْدُهُ وَرَسوُلُهُ لا حَبيبَ اِلا هُوَ وَاَهْلُهُ، وَاُشْهِدُكَ يَا مَوْلايَ اَنَّ عَلِيَا اَميرَ الْمُؤْمِنينَ حُجَّتُهُ وَالْحَسَنَ حُجَّتُهُ وَالْحُسَيْنَ حُجَّتُهُ وَعَلِيَّ بْنَ الْحُسَيْنِ حُجَّتُهُ وَمُحَمَّدَ بْنَ عَلِيٍّ حُجَّتُهُ، وَجَعْفَرَ بْنَ مُحَمَّدٍّ حُجَّتُهُ، وَموُسَى بْنَ جَعْفَر حُجَّتُهُ، وَعَلِيَّ بْنَ موُسى حُجَّتُهُ، وَمُحَمَّدَ بْنَ عَلِيٍّ حُجَّتُهُ، وَعَلِيَّ بْنَ مُحَمَّد حُجَّتُهُ، وَالْحَسَنَ بْنَ عَلِيٍّ حُجَّتُهُ، وَاَشْهَدُ اَنَّكَ حُجَّةُ اللهِ، اَنْتُمُ الاَْوَّلُ وَالاْخِرُ وَاَنَّ رَجْعَتَكُمْ حَقٌّ لا رَيْبَ فيها يَوْمَ لا يَنْفَعُ نَفْساً ايمانُها لَمْ تَكُنْ آمَنَتْ مِنْ قَبْلُ اَوْ كَسَبَتْ في ايمانِها خَيْراً، وَاَنَّ الْمَوْتَ حَقٌّ، وَاَنَّ ناكِراً وَنَكيراً حَقٌّ، وَاَشْهَدُ اَنَّ النَّشْرَ حَقٌّ، وَالْبَعَثَ حَقٌّ، وَاَنَّ الصِّراطَ حَقٌّ، وَالْمِرْصادَ حَقٌّ، وَالْميزانَ حَقٌّ، وَالْحَشْرَ حَقٌّ، وَالْحِسابَ حَقٌّ، وَالْجَنَّةَ وَالنّارَ حَقٌّ، وَالْوَعْدَ وَالْوَعيدَ بِهِما حَّق، يَا مَوْلايَ شَقِيَ مَنْ خالَفَكُمْ وَسَعِدَ مَنْ اَطاعَكُمْ، فَاَشْهَدْ عَلى ما اَشْهَدْتُكَ عَلَيْهِ، وَاَنَا وَلِيٌّ لَكَ بَريٌ مِنْ عَدُوِّكَ، فَالْحَقُّ ما رَضيتُمُوهُ، وَالْباطِلُ ما اَسْخَطْتُمُوهُ، وَالْمَعْرُوفُ ما اَمَرْتُمْ بِهِ، وَالْمُنْكَرُ ما نَهَيْتُمْ عَنْهُ، فَنَفْسي مُؤْمِنَةٌ بِاللهِ وَحْدَهُ لا شَريكَ لَهُ وَبِرَسُولِهِ وَبِاَميرِ الْمُؤْمِنينَ وَبِكُمْ يَا مَوْلايَ اَوَّلِكُمْ وَآخِرِكُمْ، وَنُصْرَتي مُعَدَّةٌ لَكُمْ وَمَوَدَّتى خالِصَةٌ لَكُمْ آمينَ آمينَ» .

### الدعاء عُقيب الزيارة
«اَللّـهُمَّ اِنّي اَسْاَلُكَ اَنْ تُصَلِّيَ عَلى مُحَمَّد نَبِيِّ رَحْمَتِكَ وَكَلِمَةِ نُورِكَ، وَاَنْ تَمْلاََ قَلْبى نُورَ الْيَقينِ وَصَدْري نوُرَ الاْيمانِ وَفِكْري نُورَ النِّيَاتِ، وَعَزْمي نُورَ الْعِلْمِ، وَقُوَّتي نُورَ الْعَمَلِ، وَلِساني نُورَ الصِّدْقِ، وَديني نُورَ الْبَصائِرِ مِنْ عِنْدِكَ، وَبَصَري نُورَ الضِّيَاءِ، وَسَمْعي نُورَ الْحِكْمَةِ، وَمَوَدَّتي نُورَ الْمُوالاةِ لُِمحَمَّد وَآلِهِ عَلَيْهِمُ السَّلامُ حَتّى اَلْقاكَ وَقَدْ وَفَيْتُ بِعَهْدِكَ وَميثاقِكَ فَتُغَشّيَنى رَحْمَتَكَ يَا وَلِىُّ يَا حَميدُ، اَللّـهُمَّ صَلِّ عَلى مُحَمَّد حُجَّتِكَ في اَرْضِكَ، وَخَليفَتِكَ في بِلادِكَ، وَالدّاعي اِلى سَبيلِكَ، وَالْقائِمِ بِقِسْطِكَ، وَالثّائِرِ بِاَمْرِكَ، وَلِيِّ الْمُؤْمِنينَ وَبَوارِ الْكافِرينَ، وَمُجَلِّي الظُّلْمَةِ، وَمُنيرِ الْحَقِّ، وَالنّاطِقِ بِالْحِكْمَةِ وَالصِّدْقِ، وَكَلِمَتِكَ التّآمَّةِ في اَرْضِكَ، الْمُرْتَقِبِ الْخآئِفِ وَالْوَلِيِّ النّاصِحِ، سَفينَةِ النَّجاةِ وَعَلَمِ الْهُدى وَنُورِ اَبْصارِ الْوَرى، وَخَيْرِ مَنْ تَقَمَّصَ وَارْتَدى، وَمُجَلِّي الْعَمَى الَّذي يَمْلاَُ الاَْرْضَ عَدْلاً وَقِسْطاً كَما مُلِئَتْ ظُلْماً وَجَوْراً، اِنَّكَ عَلى كُلِّ شئ قَديرٌ، اَللّـهُمَّ صَلِّ عَلى وَلِيِّكَ وَابْنِ اَوْلِيَائِكَ الَّذينَ فَرَضْتَ طاعَتَهُمْ، وَاَوْجَبْتَ حَقَّهُمْ، وَاَذْهَبْتَ عَنْهُمُ الرِّجْسَ وَطَهَّرْتَهُمْ تَطْهيراً، اَللّـهُمَّ انْصُرْهُ وَانْتَصِرْ بِهِ لِدينِكَ وَانْصُرْ بِهِ اَوْلِيَاءِكَ وَاَوْلِيَاءِهِ وَشيعَتَهُ وَاَنْصارَهُ وَاجْعَلْنا مِنْهُمْ، اَللّـهُمَّ اَعِذْهُ مِنْ شَرِّ كُلِّ باغ وَطاغ وَمِنْ شَرِّ جَميعِ خَلْقِكَ، وَاحْفَظْهُ مِنْ بَيْنَ يَدَيْهِ وَمِنْ خَلْفِهِ وَعَنْ يَمينِهِ وَعَنْ شَمالِهِ، وَاحْرُسْهُ وَامْنَعْهُ مِنْ اَنْ يوُصَلَ اِلَيْهِ بِسُوء وَاحْفَظْ فيهِ رَسُولَكَ، وَآلِ رَسوُلِكَ وَاَظْهِرْ بِهِ الْعَدْلَ وَاَيِّدْهُ بِالنَّصْرِ، وَانْصُرْ ناصِريهِ، وَاخْذُلْ خاذِليهِ، وَاقْصِمْ قاصِميهِ، وَاقْصِمْ بِهِ جَبابِرَةَ الْكُفْرِ، وَاقْتُلْ بِهِ الْكُفّارَ وَالْمُنافِقينَ وَجَميعَ الْمُلْحِدينَ حَيْثُ كانُوا مِنْ مَشارِقِ الاَْرْضِ وَمَغارِبِها بَرِّها وَبَحْرِها، وَامْلاَْ بِهِ الاَْرْضَ عَدْلاً وَاَظْهِرْ بِهِ دينَ نَبِيِّكَ صَلَّى اللهُ عَلَيْهِ وَآلِهِ، وَاجْعَلْنِي اللّهُمَّ مِنْ اَنْصارِهِ وَاَعْوانِهِ وَاَتْباعِهِ وَشيعَتِهِ، وَاَرِني في آلِ مُحَمَّد عَلَيْهِمُ السَّلامُ ما يَامُلُونَ وَفي عَدُوِّهِمْ ما يَحْذَرُونَ، اِلـهَ الْحَقِّ آمينَ، يَا ذَا الْجَلالِ وَالاِْكْرامِ يَا اَرْحَمَ الرّاحِمينَ» .

## وصلات خارجية
- زيارة آل ياسين ـ بصوت السيد حسن نصر الله
- زيارة آل ياسين ـ بصوت مهدي سماواتي